# Metacatharsius basilewskyi
Metacatharsius basilewskyi är en skalbaggsart som beskrevs av Vladimir Balthasar 1961. Metacatharsius basilewskyi ingår i släktet Metacatharsius och familjen bladhorningar. Inga underarter finns listade i Catalogue of Life.